# Swędów (gromada)
Swędów – dawna gromada, czyli najmniejsza jednostka podziału terytorialnego Polskiej Rzeczypospolitej Ludowej w latach 1954–1972.
Gromady, z gromadzkimi radami narodowymi (GRN) jako organami władzy najniższego stopnia na wsi, funkcjonowały od reformy reorganizującej administrację wiejską przeprowadzonej jesienią 1954 do momentu ich zniesienia z dniem 1 stycznia 1973, tym samym wypierając organizację gminną w latach 1954–1972.
Gromadę Swędów siedzibą GRN w Swędowie utworzono – jako jedną z 8759 gromad na obszarze Polski – w powiecie brzezińskim w woj. łódzkim, na mocy uchwały nr 29/54 WRN w Łodzi z dnia 4 października 1954. W skład jednostki weszły obszary dotychczasowych gromad Anielin i Zelgoszcz ze zniesionej gminy Dobra oraz obszary dotychczasowych gromad Swędów i Smolice (z wyłączeniem osiedla Cegielnia Smolice, osiedla Lecznica Weterynaryjna Smolice i terenów zabudowanych ciągnących się wzdłuż autostrady Łódź-Warszawa po jej prawej stronie, odgraniczonych od wschodu terenami miasta Strykowa, od południa zaś kończących się przy rozwidleniu szosy do miasta Zgierza) ze zniesionej gminy Bratoszewice, a także wieś Moszczenica z dotychczasowej gromady Kębliny ze zniesionej gminy Biała, w tymże powiecie. Dla gromady ustalono 13 członków gromadzkiej rady narodowej.
31 grudnia 1959 z gromady Swędów wyłączono osadę Moszczenica włączając ją do gromady Biała w powiecie łódzkim, po czym gromadę Swędów zniesiono, a jej (pozostały) obszar włączono do gromad: Dobra (wieś Swędów, wieś i kolonię Smolice, wieś Zelgoszcz Nowa i wieś Zelgoszcz Stara) i Koźle (wieś Anielin, wieś Swędów Szlachecki i kolonię Swędówek) w powiecie brzezińskim.